# Régiment de Lowendal
Pour les articles homonymes, voir Lowendal.
Le régiment de Lowendal est un régiment d’infanterie allemand du royaume de France créé en 1743.

## Création et différentes dénominations
- 1er septembre 1743 : création du régiment de Lowendal
- 18 janvier 1760 : réformé, son 1er bataillon étant incorporé au régiment d’Anhalt, et son 2e bataillon au régiment de La Marck

## Équipement

### Habillement

Uniformes
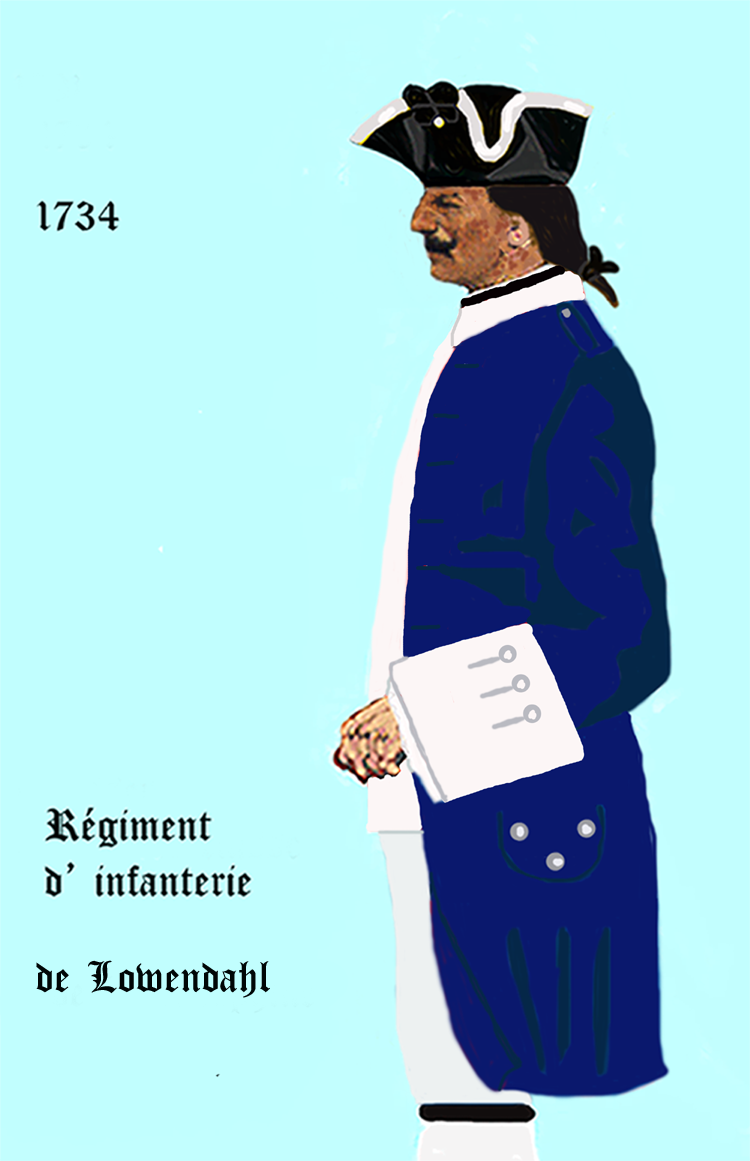
régiment de Lowendal de 1743 à 1760

## Historique

### Colonels et mestres de camp
- 1er septembre 1743 : Woldemar de Lowendal, colonel propriétaire, lieutenant général le 1er septembre 1743, maréchal de France par état du 17 septembre 1747, † 27 mai 1755.
- 1755 : François Xavier Joseph de Lowendal, colonel propriétaire, fils du précédent, brigadier le 3 janvier 1770, † 20 septembre 1808.

### Campagnes et batailles
Le régiment de Lowendal prend part à la campagne de la guerre de Succession d'Autriche.
En 1744, le régiment monte la tranchée au siège de Menin (le 4 juin, et la ville se rend le même jour), est aux siège d’Ypres (qui capitule le 27 juin), de Furnes (la ville se rend le 10 juillet).
Il passe ensuite en Alsace avec un détachement destiné à renforcer l’armée du Rhin ; le 23 août, il combat à Auguenum.
Pendant la guerre de Sept Ans, le régiment, rattaché à l'armée du Rhin, est employé au siège de Gueldre (1757). Après avoir passé plusieurs semaines au milieu des lacs et des marais de la Niers, il compte un très grand nombre de dyssentériques, qui seront soignés par Joseph Adam Lorentz.

### Composition
- 1er septembre 1743 : le roi Louis XV accorde au maréchal de Lowendal la levée d’un régiment allemand, de 12 compagnies de 110 hommes formant deux bataillons
- 1er juillet 1744 : augmenté de 6 compagnies de 110 hommes pour former son troisième bataillon
- 25 novembre 1747 : augmenté d’un quatrième bataillon
- 26 décembre 1748 : réduction des compagnies à 75 hommes, réparties en 3 bataillons de 8 compagnies
- 1er février 1749 : réduit à 2 bataillons de 8 compagnies
- 16 septembre 1756 : compagnies portées à 85 hommes